# Jonas Lampert
Jonas Lampert (* 25. August 1997 in Hamburg) ist ein deutscher Schachspieler, der bis 2008 für den Schweizerischen Schachbund gemeldet war.

## Schachkarriere
Jonas Lampert hat als Siebenjähriger Schach gelernt, seit der U10 spielt er Deutsche Meisterschaften, 2013 sicherte er sich den Titel in der U16. Im Jahr darauf folgte der Internationale Meister-Titel.
2017 beim Super-Open auf der Isle of Man fiel Lampert unter anderem mit einem Remis gegen Ex-Weltmeister Viswanathan Anand auf. Seine zweite GM-Norm erzielte er Anfang 2018, als er das Staufer-Open gewann.
Beim 23. Vasja-Pirc-Gedenkturnier, im slowenischen Maribor, sicherte er sich mit 7 Punkten aus 9 Partien und dem Turniergewinn seine dritte Großmeister-Norm.
| Die zur Anzeige dieser Grafik verwendete Erweiterung wurde dauerhaft deaktiviert. Wir arbeiten aktuell daran, diese und weitere betroffene Grafiken auf ein neues Format umzustellen. (Mehr dazu) |

## Verein
Für den Hamburger SK spielt Jonas Lampert in der Bundesliga.

## Werke
Damengambit Abtauschvariante – Ein strategisches Weißrepertoire. ChessBase Verlag, ISBN 978-3-86681-697-8.